# Iraklion Air Station
Die Iraklion Air Station war eine Militärbasis der US Air Force auf der griechischen Insel Kreta. Die Basis liegt im Regionalbezirk Iraklio nahe des Ortes Gournes in der Gemeinde Chersonisos unmittelbar an der Nordküste Kretas. In dem 1954 eröffneten und nach der etwa 15 Kilometer westlich gelegenen Stadt Iraklion benannten Stützpunkt waren bis zur Schließung 1993 verschiedene nichtfliegende Einheiten des Air Force Electronic Security Command, des Air Force Intelligence Command (AFIC) der United States Air Forces in Europe (USAFE) sowie ein USAF Hospital und ein Security Police Squadron stationiert. Die Iraklion Air Station war während des Kalten Kriegs einer von mehr als 50 Stützpunkten der USAFE in Europa und war zuständig für Informationsbeschaffung und Datenanalyse.

## Geschichte
Mit dem Bau der Iraklion Air Station wurde im Juli 1954 begonnen. Am 1. Oktober 1954 bezog der U.S. Air Force Security Service mit dem 2. Detachment 34th Radio Squadron Mobile den Stützpunkt. Das Kommando ging am 1. August 1979 vom U.S. Air Force Security Service auf das U.S. Air Force Electronic Security Command und am 1. Oktober 1991 bis zur Schließung am 30. September 1993 auf das Air Force Intelligence Command (AFIC) über. In Hochzeiten waren auf dem Stützpunkt etwa 1500 Soldaten stationiert.
Nach der Schließung der Iraklion Air Station war das Gelände sowie die noch vorhandene Infrastruktur aufgrund fehlender Absperrungen frei zugänglich. Es verfiel und wurde Opfer von Plünderungen und Vandalismus, aber auch ein Ziel von Touristen.
Bis Anfang der 2000er Jahre entstanden auf dem Gelände unter anderem ein Tierheim, ein Dinosaurier-Park, das Hellenic Centre for Marine Research mit dem angeschlossenen Aquarium Cretaquarium sowie eine Musikschule und das International Exhibition Center of Crete.
Nach Drohungen des türkischen Präsidenten Recep Tayyip Erdoğan, dem US-Militär den Zugang zur Incirlik Air Base zu verwehren, gab es Überlegungen der USA den Stützpunkt zu reaktivieren und ihre Aktivitäten von der Incirlik Air Base auf die Iraklion Air Station zu verlegen. Anfang der 2020er Jahre wird ein Teil des ehemaligen Stützpunkts im Südosten von den Griechischen Luftstreitkräften genutzt. Seit dieser Zeit begannen auch Abrissarbeiten auf dem gesamten Gelände. Anfang der 2020er Jahre wurden einzelne Bereiche wieder abgesperrt und teilweise durch mit auf Betonsperren aufgesetzten Stahlzäunen stark gesichert.
Im Jahr 2023 wurde das Gelände inklusive Strandabschnitt an den Immobilienentwickler Reds SA, eine Tochter des griechischen Baudienstleisters Ellaktor AE, verkauft. Es ist geplant einen Teil des Geländes mit Themenparks und Einkaufszentren sowie Freizeitzentren mit Geschäften, Büros, Banken, Restaurants, einem Casino und einen anderen Teil mit Ferienhäusern und Hotels zu bebauen.

## Infrastruktur
In der Basis befanden sich unter anderem verschiedene Unterkunfts- und Versorgungsgebäude, Kläranlage, Wasseraufbereitung, Krankenhaus, Kino, Bowlingcenter und eine Feuerwache. Hauptsächlich war das Gelände aber mit verschiedenen Sende- und vor allem Empfangs- und Datenverarbeitungsanlagen sowie kleineren Kraftwerken für die Stromversorgung bebaut.

## Stationierte Einheiten

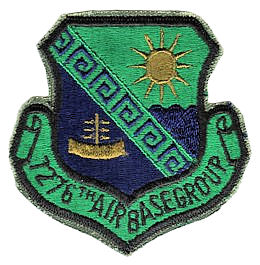
Patch der 7276th Air Base Group

- United States Air Forces in Europe
  - 1953–1955: 2. Detachment 34th Radio Squadron Mobile, später 6938th Radio Squadron Mobile
  - 1954–1979: USAF Hospital Iraklion
  - 1954–1966: 1. Detachment 1603d Air Transport Wing
  - 1955–1958: 7222d Air Base Squadron
  - 1958: 7206th Support Group
  - 1958–1963: 6930th Radio Group Mobile
  - 1963–1978: 6931st Security Group
  - 1974–1979: 6931st Security Squadron
- U.S. Air Force Electronic Security Command und Air Force Intelligence Command
  - 1979–1993: 7276th Air Base Group; 6931st Electronic Security Squadron; 2115th Communications Squadron; USAF Hospital Iraklion

## Trivia
Während Adrian Cronauers Dienst für American Forces Network etablierte er in seinen Sendungen die morgendliche Radio-Begrüßung Good Morning, Iraklion aus der sich später Good Morning, Vietnam entwickelte.